# Награде Ени
Награде Ени (енгл. Annie Awards) су признања које сваке године од 1972. додељује ASIFA-Hollywood како би се одало признање изврсности у анимацији приказаној у биоскопу и телевизији. Првобитно осмишљена да прославља животни или каријерни допринос анимацији, награда се додељује појединачним радовима од 1992. године.